# Vlag van Zlín

Vlag van Zlín (ratio 2:3)

De vlag van Zlín is, net als alle andere Tsjechische regionale vlaggen (uitgezonderd de vlag van Praag), ingedeeld in vier kwartieren. De vlag is in gebruik sinds 22 november 2001.
Het eerste kwartier toont de adelaar van Moravië, die ook op het wapen van Tsjechië staat. Deze adelaar is in rood-witte kleuren volgens een schaakbordpatroon.
In het tweede kwartier staat een blauw boek met daarop een kruis afgebeeld, dat de Bijbel moet symboliseren. Deze staat op de vlag als een verwijzing naar de tijd van het 9e-eeuwse Groot-Moravische koninkrijk, dat een moment van hoogtij in christelijke literatuur en onderwijs was.
Het derde kwartier toont een ploeg, twee bijlen en lijsterbessen. Zij staan symbool voor de invloed van Walachije, Moravisch Slowakije en de Hanna-streek op de regio.
In het vierde kwartier staat een achtpuntige ster, die afkomstig is van het wapen en de vlag van de regionale hoofdstad Zlín.